# 黎傑
黎傑（英語：Lai Kit，?—1946年）是香港日佔時期九龍憲兵隊特高課一名華人密探，戰時對盟軍人員進行偵查和刑拘活動，參與虐待多名被捕者。他於香港重光後被逮捕，經香港法庭審訊後被判絞刑。

## 簡歷
黎傑戰前曾任職於九龍巴士公司，擔任票務稽查員。12月11日九龍淪陷前，他被目擊與約10名大漢駕巴士到勝利米鋪搬走白米六包，曾試圖用鎚子打開夾萬不果，遂將整個夾萬抬走，他於九龍淪陷後隨即加入九龍憲兵隊，在特高課三等曹長吉本（Yoshimoto）底下擔任密探，持有憲兵隊身份證明和手槍。日佔時期期間他對盟軍人員進行偵查和刑拘活動，在金巴利道69號虐待多名被捕者。他於香港重光後被逮捕，還押至1946年4月受審，經香港法庭審訊後被判絞刑。

## 通敵案審判
黎傑一案由督察巴特利（S.I. Bradley）負責，1946年1月至4月於赤柱監獄進行認人手續。黎傑與其他五名通敵者是戰後首批被控叛國罪的疑犯。1946年4月4日，案件於中央裁判署進行初審，法官為關祖堯，主控官為史美（R. S. Smith），他沒有辯護代表。黎傑被控於1944年6月15日至1945年6月期間，在香港內有叛逆英王之行為，合共有罪名12條。1946年5月28日轉到高等法庭正式審理。法官是署理按察司威廉士（E. H. Williams），主控官是蘭士杜（A. Lonsdale），辯護律師是白朗尼（B. A. Bernacchi），黎傑否認所有控罪。
受害人和其親屬的證詞節錄如下：
1. 黎澤甫（Lai Chak-po），英軍服務團成員，1944年6月15日遭森山一（Moriyama）、黎傑和劉炯仁拘捕。黎澤甫與其他被捕者先被押到金巴利道69號，被捕人當中還包括他的外父和他幾位舅子（葉耀庭、葉錦榮），一行人再被押到憲兵隊本部，黎澤甫被森山和通譯井上神奈雄審問，同時遭灌水和毆打，遭拘留15天，期間他看到葉錦榮被森山、黎傑和劉炯仁虐待。1944年7月1日，黎澤甫被押到赤柱監獄囚禁6個月，期間被審問和虐待。1944年12月7日，他因間諜罪名被日本軍事法庭被判死刑，後改判終身監禁，1945年8月獲釋。[9]
2. 葉耀庭（Yip Yui-ting），1944年6月16日遭黎傑、森山一等人拘捕。他被押至憲兵隊本部，被囚禁15天。6月20日，他在囚禁期間聽到鄰房已被捕的弟弟、英軍服務團成員葉錦榮（Yip Kam-wing）慘叫，出來時一拐一拐。葉耀庭後來被解往赤柱監獄囚禁44天。獲釋後，森山和黎傑通知他其弟因腳病死亡，他到赤柱監獄領屍時留意到其弟心口瘀黑，體質似缺乏營養。[10][11][9]
3. 岑清強（Shan Chi-chung），是黎澤甫的友人，在1944年6月15日被黎傑、森山和劉炯仁等五人上門追捕，他在屋外爬上天台躲藏一晚。他妻子趙麗卿（Ho Lai-hau）因放走丈夫遭毆打和拘捕。她被押到金巴利道69號，遭森山等人灌水，她暈倒數小時後獲釋。次日，岑下樓時被鄰居當作竊匪，被劉炯仁拘捕，逐押至金巴利道69號，後再被押到憲兵隊本部，遭拘留約12天。岑被押到赤柱監獄囚禁約80天後獲釋。[10][11][9]
4. 梅少馨（Mui Siu-hing），英軍服務團成員，1944年6月18日遭黎傑等人拘捕，她被押到金巴利道69號，後再被押到憲兵隊本部，遭黎傑等人灌水。她被日本軍事法庭被判罰3年，後減刑至兩年3個月，1945年8月獲釋。[12]
5. 楊月萍（Yeung Yuet-ping）與梅少馨的表哥、英軍服務團成員黃永添（Thomas Wong Wing-tim）同住，1944年5月黎傑和劉炯仁到場調查黃下落。楊翌晨被押到金巴利道69號審問。楊後來被押到赤柱監獄囚禁40多天，當中一星期無法飲水和進食，沒有被控告便被釋放。
6. 陳耀芳（William Chan），1944年6月19日被黎傑、黃佐治和劉炯仁等人拘捕，約一個月後被釋放。1945年3月，陳再度遭憲兵隊拘留，6月入廣華醫院治療，傷勢嚴重，全無知覺。陳母劉松娣最後一次到醫院探望兒子，當時陳的頭部已被毆至腫脹，難以醫治，數日後死亡。陳的表妹陳秋桃也曾被囚，獲釋六天後死去。[13]
7. 蘇成漢（So Sing-hon），因被黎傑發現藏有收音機，於1944年6月被劉炯仁拘捕。黎傑向其妻梁惠玲（Yeung Hing-hung）勒索四萬元軍票換取丈夫釋放。後來，黎傑通知蘇的家屬去見他，怎料是見其屍體，在灣仔殯儀館其到丈夫的屍體，梁惠玲與妹妹梁寧巧和小叔蘇成恩領回屍體，全身遍體鱗傷瘀黑。[10][11]
8. 李松根（Lee Chung-kan），1944年6月15日遭森山、黎傑和劉炯仁等人拘捕，後被解往赤柱監獄囚禁56天。[14][15]
9. 林巴芝洛（Rampal Ghillot），印度人，1944年6月遭黎傑等人拘捕。6月25日，他在金巴利道69號目睹朋友蘇成漢遭受水刑，後押至赤柱監獄，遭黎傑棍毆，其中一次因未獲批准開始吃飯便被毆。他被日本軍事法庭判處12年監禁，數月後獲釋。黎傑回應林巴氏的證詞：「英軍有像你這些情報員，我想很多都會死掉了！」[14][15]

黎傑在自辯時指，他的第一任妻子早逝，守軍投降後約20天，一名日人在晚上闖進他家並把他第二任妻子強姦，次日他將全家搬到另一處。他還提到他的兒子因在街上穿過日軍路障時被殺害，姪子因營養不良死去。1942年第二任妻子因貧窮而再改嫁到台灣，他以走私鹽和原油到新界為生。他指自己從不是憲兵隊成員。1943年2月，他遇到黃佐治的妻子並向他介紹其丈夫。1944年4月，黃安排他到自己在旺角的店鋪工作，後又被森山邀請到金巴利道晚膳。自此為森山作個人跑腿差事。1944年6月，森山要求他加入逮捕葉錦榮的行動，他曾想推卻但被森山掌摑故，只好聽從，及後亦一同前往拘捕黎澤甫等人。在金巴利道69號，黎澤甫表示願意供出名字，黎傑協助筆錄並指自己私底下建議黎澤甫不要透露太多事情。第二天，他知道梅少馨剛被灌水，遂為她從家裡取一些乾淨的衣服替換。他指自己只曾短時間為憲兵隊服務，又指因要照顧女兒而不能離港。
1946年5月31日，黎傑經審訊後被陪審團一致裁定罪名成立，法官判以絞刑。1946年7月，高等法庭接受黎傑上訴，經覆審後被法官按察司白樂高爵士（Sir Henry Blackall）駁回。